# Храм Сергия Радонежского (Андижан)
Храм Свято́го Се́ргия Ра́донежского — утраченный православный храм в городе Андижан, Узбекистан.

## История
Молитвенный дом заложен в 1892 году,, храм и колокольня были заложены в 1893 году, построены в 1893 году по эскизу И. Р. Саковича, освящены в 1896 году во имя святого Сергия Радонежского. Был рассчитан на 300 прихожан, по штату при храме пологался один священник.
Храм с колокольней располагались на центральной площади Андижана, позже улица Горького. Храм был построен из жжёного кирпича, так же на средства казны. 3 декабря 1902 года в Андижане произошло землетрясение, вследствие чего храм разрушился, и была капитально отремонтирован.
Храм и часовня состояли в ведении Туркестанского Епархиального Начальства. Затем входил в состав Кокандского военного округа.
Потом именовалась церковью при Управлении Кокандского воинского начальника, военно-местною, Храм Святого Сергия Радонежского с приписной часовней Святого Георгия Победоносца.
Часовня находится на Русском-православно кладбище, около тюрьмы.
Храм имел богатый иконостас и церковную утварь. При храме так же имелась колокольня с 5 колоколами. Размер храма не большой 10 метров на 11 метров.
В храме особого внимания заслуживает икона Божией Матери «Сподручница Грешных», писанная на кипарисе масляными красками, — дар иноков Святого Афона в 1905 года по случаю землетрясения в 1902 года в Андижане.
Никаких сведений о священнослужителях не осталось.
В 1930 году храм был разрушен советскими властями.

## Храм на почтовых открытках
- Почтовая открытка. Сахаров Г. И.. На снимке написано: Фасад церкви. Издательство Сахарова Г. И., Андижан, 1909 год.
- Почтовая открытка. Иванов Ал. А.. На снимке написано: Церковь святого Сергия Радонежского, вид с улицы Горького. Издательство Иванова, Андижан, 1912 год.